# Ansemond
Ansemond, Ansmund ou Asmund (Ansemundus en latin) est un noble goth de Septimanie (la « Gothie ») du VIIIe siècle.

## Biographie
Comte de Nîmes (cité en 752), Ansemond est maître en plus des villes de Maguelone, d'Agde et de Béziers dont il constitue un petit état. Il refuse l'alliance avec les musulmans et s'allie aux Francs du roi Pépin le Bref qui le charge de s'emparer de Narbonne, tenue par les forces musulmanes depuis une trentaine d'années, aidées par des Goths : Ansemond est tué devant une des portes de la cité en 754 par un de ses domestiques nommé Ermen(i)ard, mandaté par un parti de Goths hostiles à l'alliance franque.
Il est remplacé à la tête du comté de Nîmes par un Franc nommé Radulfus,.
Caunia, sa veuve, est tuée peu après lors des troubles qui éclatent à Nîmes, provoqués par le parti goth hostile aux Francs.
Né vers 750, Witiza, le futur Saint Benoît d'Aniane, est dit fils du comte de Maguelone. La chronologie permet l'hypothèse de considérer Ansemond comme le père de Witiza.

## Sources primaires
- Chronicon Uticense